# Soledad Ardaya Morales
Soledad Ardaya Morales, actriz de teatro y cine. Nació en la ciudad de Cochabamba, Bolivia el 13 de junio de 1978.
En 1997 comenzó su carrera como actriz a sus 19 años, uniéndose al grupo teatral La Sociedad de Libre Expresión, para luego abandonar la carrera de Comunicación Social para mudarse a la comunidad de Yotala, en Chuquisaca e incorporarse al Teatro de Los Andes,  compañía dirigida por César Brie en la que trabajo durante siete años hasta  2004.  
Luego se uniría al grupo La Oveja Negra y comenzaría su carrera en el cine portagonizando las películas Di buen día a papá (2004) de Fernando Vargas y Sena/Quina, la inmortalidad del cangrejo (2005) de Paolo Agazzi, obteniendo elogios por su actuación en ambos filmes.
El 2005, junto al grupo La Oveja Negra presentó la obra teatral Formas de Hablar dirigida por Percy Jiménez, obteniendo con ésta actuación el premio del Festival Bertolt Brecht a la mejor actriz.
Ha participado también como actriz en papeles secundarios en las producciones cinematográficas bolivianas Hospital Obrero y Menos catorce en marzo (película aún no estrenada)., y en las producciones internacionales La cacería del Nazi (Francia) como directora de casting, Guerrilla (Estados Unidos) como directora de extras en el rodaje en Bolivia; y como directora de casting en la película boliviana Zona Sur, ganadora del Festival de Cine de Sundance.

## Filmografía

### Como Actriz
- 2004   Di buen día a papá , de Fernando Vargas (Ángeles)
- 2009 Hospital Obrero, de Germán Monje (Aurora)
- 2005  Sena/Quina, la inmortalidad del cangrejo , de Paolo Agazzi (Alondra)
- Menos 14 en marzo, varios directores (por estrenarse)

### Como directora de casting y extras
- 2008 La cacería del Nazi (Directora de casting)
- 2008 Guerrilla (Directora de extras)
- 2009 Zona Sur (Directora de casting)